# Maria Teresa (miniserie televisiva)
Maria Teresa (Maria Theresia) è una miniserie televisiva divisa in cinque parti andate in onda dal 2017 al 2022; diretta da Robert Dornhelm.

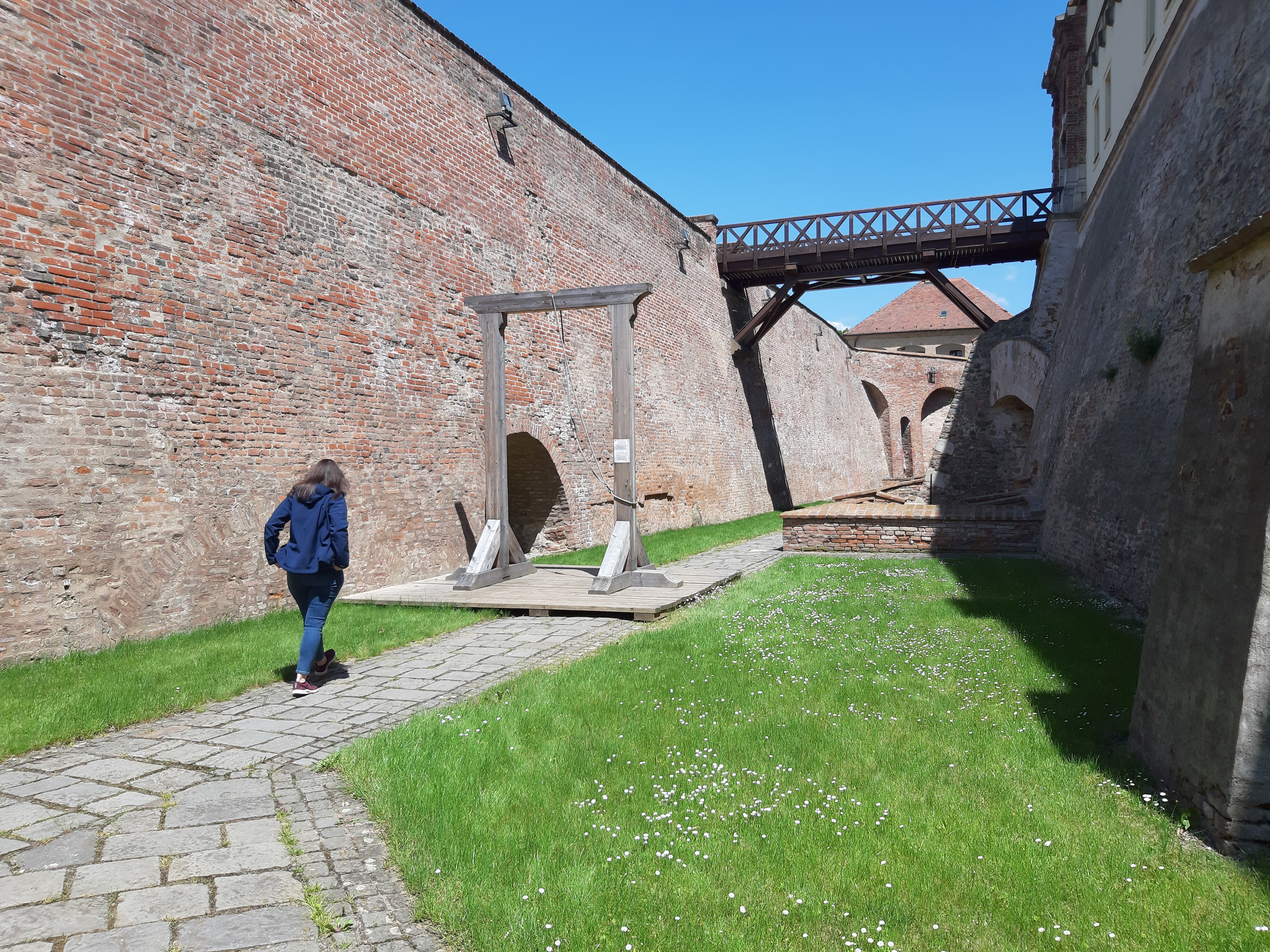
Parte della serie è stata girata anche a Špilberk. La forca, utilizzata nella serie, è rimasta qui (giugno 2021).

## Trama
La miniserie racconta la biografia dell'arciduchessa d'Austria Maria Teresa d'Asburgo, partendo dall'amore della giovane per il principe Francesco Stefano di Lorena e della sua ascesa al trono dell'arciducato d'Austria, fino alla guerra di successione austriaca.

## Produzione
La miniserie è stata una coproduzione delle televisioni della Repubblica Ceca, Austria, Slovacchia e Ungheria.

## Distribuzione
La prima e la seconda parte sono state presentate in anteprima l'11 dicembre 2017 al castello Esterházy e trasmesse per la prima volta in televisione su ORF 2 il 27 e 28 dicembre 2017. Nel 2019 è stato prodotto un sequel in due parti con Stefanie Reinsperger nel ruolo di Maria Teresa con il titolo provvisorio Maria Theresia II, che è stato trasmesso per la prima volta su ORF 2 il 27 e 28 dicembre 2019. La quinta ed ultima parte è stata pubblicata il 30 dicembre 2021 sul sito streaming Flimmit del gruppo ORF e poi trasmessa il 6 gennaio 2022 su ORF 2.
Le prime due puntate sono andate in onda in Italia su Rai 3 il 31 luglio e 1º agosto 2019. La terza e quarta puntata sono state trasmesse il 28 e 29 dicembre 2020, sempre su Rai 3. La quinta ed ultima puntata andrà in onda il 5 gennaio 2023 su Rai 3.

## Inesattezze storiche
- Il maresciallo prussiano Federico Guglielmo di Grumbkow non fu giustiziato, ma morì per cause naturali.
- Non ci sono prove di alcuna infedeltà da parte di Maria Teresa. Un'altra relazione e la nascita del figlio illegittimo di Maria Teresa difficilmente corrispondono ai fatti, poiché Maria Teresa amava molto suo marito nonostante i suoi affari.

## Premi e riconoscimenti
2018
- Romyverleihung
  - Miglior giovane attrice a Marie-Luise Stockinger
  - Candidatura per la Miglior serie televisiva[7][8]
- Festival della Rosa d'oro
  - Candidatura per la Miglior serie televisiva[9]

2020
- Romyverleihung
  - Candidatura per il Miglior fotografo a Tomáš Juříček[10]
- Leone Ceco[11][12]
  - Miglior scenografia a Martin Kurel
  - Candidatura per i Migliori costumi a Ján Kocman
  - Candidatura per il Miglior trucco a Barbara Kichi